# بدون زواج أفضل (فلم)
بدون زواج أفضل هو فيلم دراما مصري من إخراج أحمد السبعاوي وبطولة نور الشريف، بوسي، سمير صبري، ناهد شريف، صلاح السعدني وسيد زيان، صدر الفيلم في 3 سبتمبر 1978.
هذا الفيلم هو أول فيلم يخرجه أحمد السبعاوي

## نبذه
تفاجأ إيمان بأن أخاها حسام على علاقة بالممثلة ناهد دون إرتباط رسمي، تتحطم صورته المثالية وتنهار وتقرر أن تتخلى عن مبادئها وأخلاقها، تدعو شريف الذي يربط الحب بينهما إلى المنزل في غياب حسام، يكتشف أنه ليس لها تجارب سابقة فيقرر الزواج منها، كذلك يتزوج حسام من ناهد.

## طاقم العمل
- نور الشريف بدور شريف
- بوسي بدور إيمان
- سمير صبري بدور حسام
- ناهد شريف بدور نفسها
- صلاح السعدني بدور صلاح
- سيد زيان بدور سمير

## وصلات خارجية
- مقالات تستعمل روابط فنية بلا صلة مع ويكي بيانات